# 蒙塔尔多-迪蒙多维
蒙塔尔多-迪蒙多维（義大利語：Montaldo di Mondovì）是意大利库内奥省的一个市镇。总面积23平方公里，人口582人，人口密度25.3人/平方公里（2009年）。ISTAT代码为004134。